# Adam Grant
Adam Grant, né le 13 août 1981 est un psychologue et auteur qui est actuellement professeur à la Wharton School de l'Université de Pennsylvanie, spécialisé dans la psychologie du travail et des organisations. Il est titularisé à l'âge de 28 ans, ce qui fait de lui le plus jeune professeur titularisé de la Wharton School.

## Biographie

### Jeunesse et formation
Adam M. Grant est né dans le canton de West Bloomfield, Michigan, le 13 août 1981, d'un père avocat et d'une mère enseignante. Il a grandi dans la banlieue de Detroit, dans le Michigan.
Il est diplômé du Harvard College ainsi que de l'Université du Michigan dans le domaine de la psychologie du travail et des organisations.

### Carrière académique
Grant a été engagé par l'Université de Caroline du Nord à Chapel Hill en tant que professeur adjoint en comportement organisationnel en 2007. Après avoir publié une série d'articles dans des revues universitaires, il a été engagé comme professeur associé à la Wharton School de l'université de Pennsylvanie en 2009, devenant à 28 ans le plus jeune professeur titulaire de l'école. Il a été classé par les étudiants comme le meilleur professeur de l'université de 2011 à 2017. En 2013, il a publié son premier livre, Give and Take : A Revolutionary Approach to Success. Dans ce premier ouvrage publié sur la psychologie des organisations, il explore la dynamique de la collaboration, de la négociation et du travail en réseau. Le livre a ensuite été traduit en de nombreuses langues (mais pas en français). En reconnaissance de son travail, Grant a été nommé jeune leader mondial par le Forum économique mondial et penseur le plus influent en matière de gestion mondiale par Thinkers50 en 2015.
Un an plus tard, son deuxième livre, Originals : How Non-Conformists Move the World, a été publié. La version française s'intitule Osez sortir du rang !. Cette étude s'est penchée sur les avantages de la poursuite d'activités artistiques, de l'amélioration constante plutôt que de l'innovation constante des pratiques commerciales, ainsi que sur les bénéfices de la procrastination. Ce livre est devenu un best-seller du New York Times et a inspiré une conférence TED sur les habitudes des penseurs originaux. Les critiques du livre ont été mitigées. Alors que Scientific American a loué le travail de Grant, The Guardian a été plus critique, commentant : "Par moments, Grant pourrait être accusé de s'écarter du sujet, surtout lorsqu'il donne des conseils. Les enfants à qui l'on apprend comment leur mauvais comportement affecte les autres développent une sensibilité morale qui fait défaut à ceux qui sont simplement admonestés, écrit-il, sans établir de lien clair avec le concept d'originalité."
En 2017, il a coécrit son troisième livre avec la directrice des opérations de Facebook (COO) Sheryl Sandberg, Option B: Facing Adversity, Building Resilience, and Finding Joy. Le livre se concentre sur le chagrin de Mme Sandberg après la mort soudaine de son mari dans une station balnéaire mexicaine et sur les enseignements de la psychologie pour trouver la force face à l'adversité.

### Autres
Adam Grant est l'hôte du podcast WorkLife.

## Bibliograhie
(en) Adam Grant, Give and Take: A Revolutionary Approach to Success, Penguin Books, 9 avril 2013, 320 p. (ISBN 978-0670026555)
Originals: How Non-Conformists Move the World, 2016 (publié en français sous le titre Osez sortir du rang !,  (ISBN 978-2807306424))
Option B: Facing Adversity, Building Resilience, and Finding Joy, 2017 (publié en français sous le titre : Option B : Surmonter l'adversité, retrouver l'aptitude au bonheur,  (ISBN 978-2253091561))
Think Again: The Power of Knowing What You Don't Know, 2021

## Récompenses
Grant a remporté de nombreux prix pour ses recherches, ses conférences, ses écrits et son enseignement. Il a remporté le prix d'enseignement de la classe 1984, qui le reconnaît comme le professeur de MBA de Wharton le mieux noté, en 2012, 2013, 2014, 2015, 2016, 2017 et 2018. Il a remporté plus d'une douzaine d'autres prix d'enseignement à la Wharton School.